# Sext Pompeu (cònsol l'any 14)
Sext Pompeu (en llatí Sextus Pompeius o Pompaeus Sex. F. Sex. N.) va ser un magistrat romà. Era fill de Sext Pompeu, cònsol l'any 35 aC. Formava part de la gens Pompeia.
Va ser cònsol l'any 14 junt amb Sext Appuleu. En aquest any va morir l'emperador August i els dos cònsols van ser els primers a rendir homenatge a Tiberi. Sembla que va ser patró de literats i Ovidi li va dirigir algunes cartes durant el seu exili. Probablement era aquest mateix Sext Pompeu, a qui l'escriptor Valeri Màxim va acompanyar a Àsia.